# Іліфф (Колорадо)
Іліфф (англ. Iliff) — місто (англ. town) в США, в окрузі Логан штату Колорадо. Населення — 246 осіб (2020).

## Географія
Іліфф розташований за координатами 40°45′30″ пн. ш. 103°3′58″ зх. д. / 40.75833° пн. ш. 103.06611° зх. д. (40.758333, -103.066128).  За даними Бюро перепису населення США в 2010 році місто мало площу 0,65 км², уся площа — суходіл.

## Демографія
Згідно з переписом 2010 року, у місті мешкало 266 осіб у 106 домогосподарствах у складі 81 родини. Густота населення становила 407 осіб/км².  Було 128 помешкань (196/км²).
Расовий склад населення:
| - 91,4 % — білих - 0,8 % — чорних або афроамериканців - 0,4 % — корінних американців - 5,3 % — осіб інших рас |

До двох чи більше рас належало 2,3 %. Частка іспаномовних становила 13,2 % від усіх жителів.
За віковим діапазоном населення розподілялося таким чином: 28,9 % — особи молодші 18 років, 53,8 % — особи у віці 18—64 років, 17,3 % — особи у віці 65 років та старші. Медіана віку мешканця становила 39,0 року. На 100 осіб жіночої статі у місті припадало 109,4 чоловіків;  на 100 жінок у віці від 18 років та старших — 96,9 чоловіків також старших 18 років.
Середній дохід на одне домашнє господарство  становив 41 107 доларів США (медіана — 36 250), а середній дохід на одну сім'ю — 47 152 долари (медіана — 41 250). За межею бідності перебувало 28,3 % осіб, у тому числі 46,6 % дітей у віці до 18 років та 2,3 % осіб у віці 65 років та старших.
Цивільне працевлаштоване населення становило 82 особи. Основні галузі зайнятості: освіта, охорона здоров'я та соціальна допомога — 25,6 %, сільське господарство, лісництво, риболовля — 20,7 %, публічна адміністрація — 17,1 %.